# Daploce exquisita
Daploce exquisita är en insektsart som beskrevs av Alexander Fyodorovich Emeljanov 2008. Daploce exquisita ingår i släktet Daploce och familjen Dictyopharidae. Inga underarter finns listade i Catalogue of Life.